# Pierre Vinde
Pierre Lars Victor Vinde, född 15 augusti 1931 i Paris i Frankrike, död 15 mars 2022, var en svensk jurist, statstjänsteman, direktör och författare. Han var bosatt i Stockholm vid sin död.

## Biografi
Pierre Vinde var son till chefredaktören Victor Vinde och redaktören Rita, ogift Wilson. Efter akademiska studier blev han filosofie kandidat 1954 och juris kandidat 1957. Han tjänstgjorde vid statsrådsberedningen 1957, vid handelsdepartementet 1958 och finansdepartementet 1961, blev kansliråd där 1967, budgetchef 1970 och var statssekreterare 1974–1976. Han var direktör i PKbanken 1977–1980, biträdande generalsekreterare och chef för finans och administration hos FN:s utvecklingsprogram 1980–1985 och ställföreträdande generalsekreterare hos OECD 1985–1996.
Han var ordförande för riksbanksfullmäktige 1974–1976 och fram till 1976 engagerad i diverse statliga utredningar som ordförande, ledamot och expert.
Han var 1957–1980 gift med lektorn och språkvetaren Ann-Marie Vinde (1934–2017), 1981–1983 med Britt Hogstad (född 1933) och 1987–1994 med översättaren Ann Runnqvist-Vinde (1934–1994), syster till Jan Runnqvist och dotter till konsthandlaren, filosofie licentiat Harry Runnqvist och filosofie kandidat Ann Mari, ogift Liepe. 1999 gifte han sig med den franska konstnärinnan Lise Le Coeur (1942–2020).

## Skrifter
- Krisen i det franska kolonialväldet (Utrikespolitiska institutet, 1956)
- Algeriets frihet och Frankrikes framtid (Pogo, 1958)
- Frankrike av i dag och i morgon (Sveriges radio, 1960)
- The Swedish civil service: an introduction (Finansdepartementet, 1967)
- Hur Sverige styres: centralförvaltningen och statens budget (Prisma, 1968)
- Den svenska statsförvaltningen (Prisma, 1969)
  - Engelsk översättning: Swedish government administration : an introduction (Prisma, 1971)
- Den svenska statsförvaltningen, 4., rev. uppl. (av Pierre Vinde, Kerstin Hedén, Lars Turesson) (Prisma, 1987)